# SS Liberté

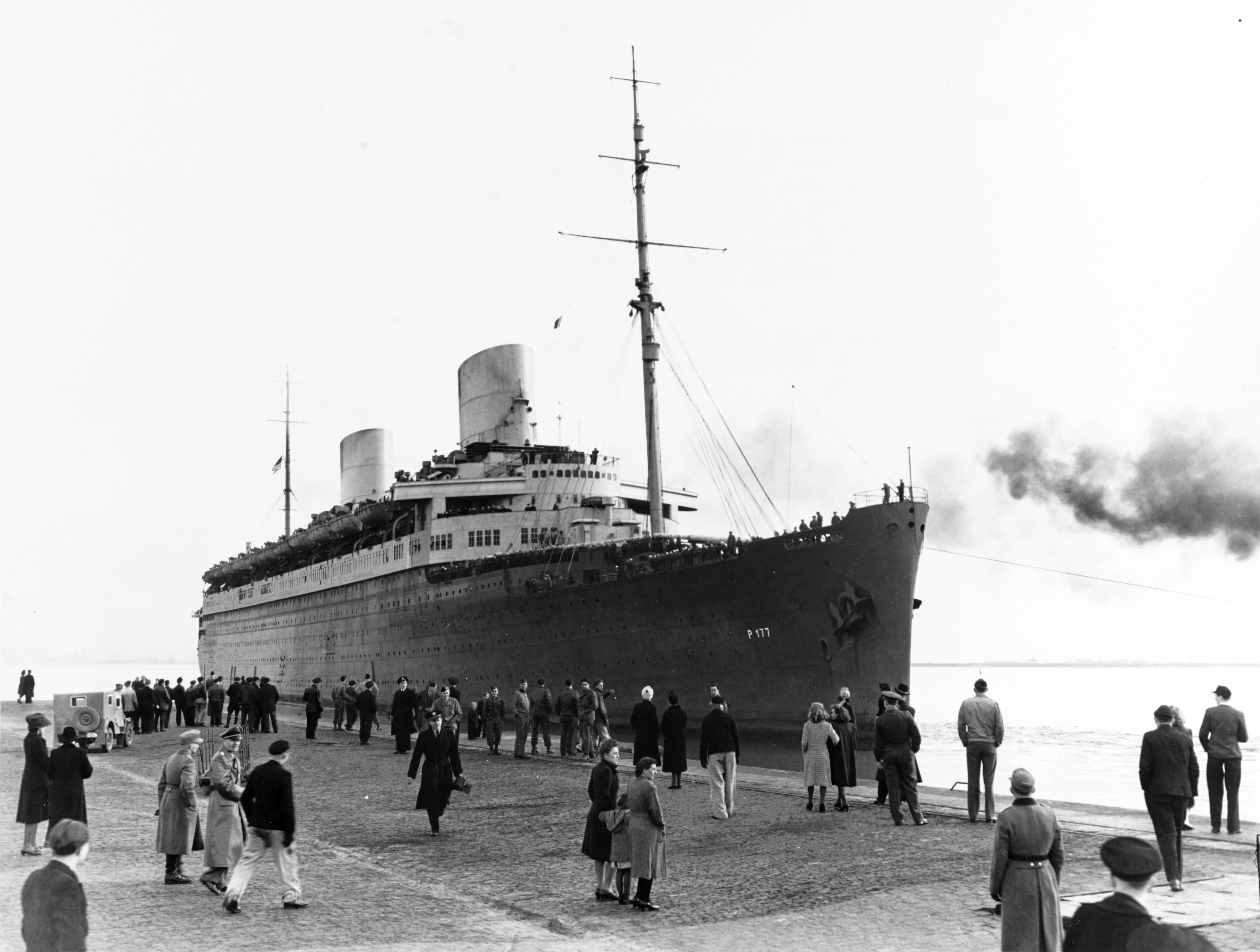
USS „Europa” (AP-177) w 1946, po zakończeniu ostatniego rejsu pod banderą US Navy, przed przekazaniem Francuzom

SS Liberté (pierwotnie SS Europa) – francuski turbinowy statek pasażerski armatora „Compagnie Générale Transatlantique” zbudowany w 1929 roku przez niemiecką stocznię Blohm & Voss w Hamburgu dla niemieckiego armatora NDL. Wodowanie statku nastąpiło 15 sierpnia 1928 roku. Wiosną 1929 roku na prawie gotowym statku podczas prac wyposażeniowych wybuchł pożar (z przyczyn nieustalonych do dziś). Odbudowa statku i remont zalanych turbin trwały 11 miesięcy. W pierwszy rejs próbny statek wyruszył dopiero 22 lutego 1930 roku a do służby weszła 19 marca 1930.

## Błękitna Wstęga Atlantyku
Podczas podróży dziewiczej do Nowego Jorku 19 marca 1930 statek zdobył Błękitną Wstęgę przy prędkości 27,91 węzła.

## Sylwetka zewnętrzna
Sylwetka obu siostrzanych liniowcówa a szczególnie dziób w kształcie gruszki były rewolucyjnymi rozwiązaniami w tamtym okresie. Podobnie jak SS „Bremen” tak i „Europa” dysponowała na górnym pokładzie katapultą dla małego wodnosamolotu pocztowego. Po kilku latach katapulta została jednak zdemontowana, jako zbyt droga i mało użyteczna w eksploatacji. Podczas ostatniego remontu przedwojennego kominy liniowca zostały podwyższone, celem lepszego odprowadzania dymu.

## II wojna światowa
Podczas II wojny światowej od 1939 roku statek pełnił funkcje statku mieszkalnego dla niemieckich marynarzy. Koncepcja przebudowy statku na lotniskowiec dla niemieckiej Kriegsmarine nie została zrealizowana. Liniowiec przetrwał okres wojny w porcie w Bremerhaven bez uszkodzeń i po wojnie został przyznany Amerykanom jako łup wojenny. Przez krótki okres powojenny SS „Europa” służyła jako amerykański transportowiec wojskowy.

## SS Liberté
Francja wystąpiła w roku 1946 do rządu USA o odszkodowanie za utraconą w porcie nowojorskim SS „Normandie”. W ramach rekompensaty tonażowej Amerykanie przekazali Francuzom prawie 16. letni statek poniemiecki SS „Europa”, który to wspólnie ze zmodernizowanym SS „Ile de France” miał wznowić powojenną transatlantycką żeglugę liniową pod banderą Francji. Armator francuski zamierzał wprowadzić statek w czerwcu 1947 roku na linię nowojorską, jednak gwałtowny huragan doprowadził do zatonięcia statku zerwanego z cum. Statek został podniesiony z dna i kompletnie zmodernizowany (włącznie z poprawkami błędów konstrukcyjnych stoczni niemieckiej, poprawą stateczności, wzmocnieniem kadłuba i kompletną wymianą wszystkich instalacji). Statek jako SS „Liberté” rozpoczął ponownie służbę liniową – tym razem pod banderą Francji i kontynuował ją do roku 1961, kiedy wycofano go z aktywnej służby a następnie został zezłomowany w La Spezii.

## Żegluga liniowa
- Bremerhaven – Nowy Jork (jako SS „Europa”)
- Hawr – Nowy Jork (od 1950 roku jako SS „Liberté”)

## Liczba pasażerów
| 1930 (jako SS „Europa”) | 1930 (jako SS „Europa”) | 1950 (jako SS „Liberté”) | 1950 (jako SS „Liberté”) |
| Rodzaj kabiny           | Liczba pasażerów        | Rodzaj kabiny            | Liczba pasażerów         |
| ----------------------- | ----------------------- | ------------------------ | ------------------------ |
| 1. Klasa                | 687                     | 1. Klasa                 | 549                      |
| 2. Klasa                | 524                     | Klasa kabinowa           | 562                      |
| Klasa turystyczna       | 306                     | Klasa turystyczna        | 382                      |
| 3. Klasa                | 507                     |                          |                          |